# 標竿企業獎
專案管理標竿企業獎（英語：Enterprise Project Management Benchmarking Award，EPBA）是台灣的一個專案管理的獎項。這個獎項由社團法人國際專案管理學會台灣分會自2008年開始舉辦，參加競賽者為來自臺灣各地的企業、法人及政府機關，評選各企業的專案管理能力，媒體將其稱爲專案管理奧斯卡獎。

## 概要
2016年起，社團法人國際專案管理學會台灣分會與台灣國際專案管理師協會的華人十大傑出專案經理人獎合辦。
國際專案管理標竿企業獎，採用OPM專案管理成熟度模式評核專案經理人各大專案管理面向，評核方法使用由國際專案管理學會所發展的專案管理成熟度OPM評核方式，有一個專用評核系統為「OPM成熟度評核模式與雲端系統」，由中華專案管理學會理事長許秀影所開發。
標竿企業獎接受各類型的組織參選，獎項依據產業類別及企業規模各別選出，評選時將分爲大型企業、中小企業和政府及法人三種規模。

## 關於標竿專案獎
標竿專案獎（Distinguished Project Award，簡稱 DPA）自 2020 年起設立，旨在表彰於專案管理領域展現卓越績效的代表性專案。該獎項希望透過標竿學習，讓獲獎專案在組織的人力運用、流程優化、商業環境適應及價值創造等方面展現專案管理的影響力，進而促進各類型組織提升專案管理品質。
依參選專案之預算規模，標竿專案獎分為三個組別：
- 大型專案
- 中小型專案
- 敏捷專案

## 評選委員
標竿企業獎的評審委員由專案管理團體代表及產官學背景評審所組成。

## 獎項委員會成員
- 周龍鴻
  - 2017-2020 獎項委員會 主委
- 林家瑋
  - 2024-2025 獎項委員會 執行顧問
  - 2021-2023 獎項委員會 主委
  - 2019-2020 獎項委員會 副主委
- 李純櫻
  - 2018-2020 獎項委員會 副主委
- 廖佳意
  - 2022-2024 獎項委員會 副主委
- 蔡勝男
  - 2022-2024 獎項委員會 副主委
- 林燕慧
  - 2022-2024 獎項委員會 副主委
- 鄭惠如
  - 2023-2024 獎項委員會 副主委
- 陳宣予
  - 2022-2024 獎項委員會 委員

## 標竿專案獎
2020年起，增加專案管理大獎當中的標竿專案獎（DPA），來自臺灣各地的企業、法人及政府機關報名參加競賽，為針對「單一專案」表現進行評選。